# Anders Bondo Christensen
Anders Bondo Christensen (født 16. marts 1959 i Ans) er en dansk skolelærer og fagforeningsmand, der tidligere var formand for Danmarks Lærerforening (DLF) og formand for Kommunale Tjenestemænd og Overenskomstansatte (KTO).
Han blev uddannet på Skårup Seminarium i 1982 og har arbejdet som lærer i Nordborg og Sundeved kommuner fra 1982-2002. Han var fra 1985 medlem af bestyrelsen og fra 1987 til 2002 formand for Sønderborg Lærerforening. Bondo var formand for Danmarks Lærerforening fra 2002 til 2020, de 18 år gør Bondo til DLF's længst siddende formand. Han havde siddet i DLF's hovedstyrelse siden 1996. Fra 2007 var han formand for KTO indtil 2018. Derudover er han formand for Lærernes Centralsorganisation og FTF-K. Han var endvidere bestyrelsesformand for Lån & Spar Bank, for DLF ejer en andel af Lån & Spar Bank. Bondo er også bestyrelsesformand for Lærernes Pension.

## Privatliv
Privat er han gift med folkeskolelærerinden Gitte, og sammen har de fire børn. Han er medstifter af løbeklubben Tempo, som han har været aktiv i i 22 år. Ægteparret bor i Ullerup ved Sønderborg.